# Paragonah, Utah
Paragonah, Utah (енгл. Paragonah) град је у америчкој савезној држави Јута.

## Демографија
По попису из 2010. године број становника је 488, што је 18 (3,8%) становника више него 2000. године.
| Група             | 2000.       | 2010.       |
| Белци             | 460 (97,9%) | 464 (95,1%) |
| Афроамериканци    | 1 (0,2%)    | 0 (0,0%)    |
| Азијати           | 0 (0,0%)    | 1 (0,2%)    |
| Хиспаноамериканци | 7 (1,5%)    | 14 (2,9%)   |
| Укупно            | 470         | 488         |